# 朱馬
朱馬是乌兹别克斯坦的城市，由撒馬爾罕州負責管轄，位於該國中南部，距離首府撒馬爾罕約30公里，海拔高度620米，鎮上有棉花工廠，2010年人口21,639。
39°43′N 66°40′E / 39.717°N 66.667°E